# Aversa Ippodromo metróállomás
A Aversa Ippodromo metróállomás Olaszországban, Aversa településen.

## Metróvonalak
Az állomást az alábbi metróvonalak érintik:
- Nápoly–Aversa-vasútvonal

## Kapcsolódó állomások
A vasútállomáshoz az alábbi állomások vannak a legközelebb:
- Giugliano (Stazione di Piscinola Scampia, Nápoly–Aversa-vasútvonal)
- Aversa Centro (Aversa Centro, Nápoly–Aversa-vasútvonal)